# Кирил Шиваров
Кирил Шиваров (болг. Кирил Шиваров); нар. 15 червня 1887, Варна — 26 березня 1938, Софія) — болгарський скульптор і архітектор.

## Біографія

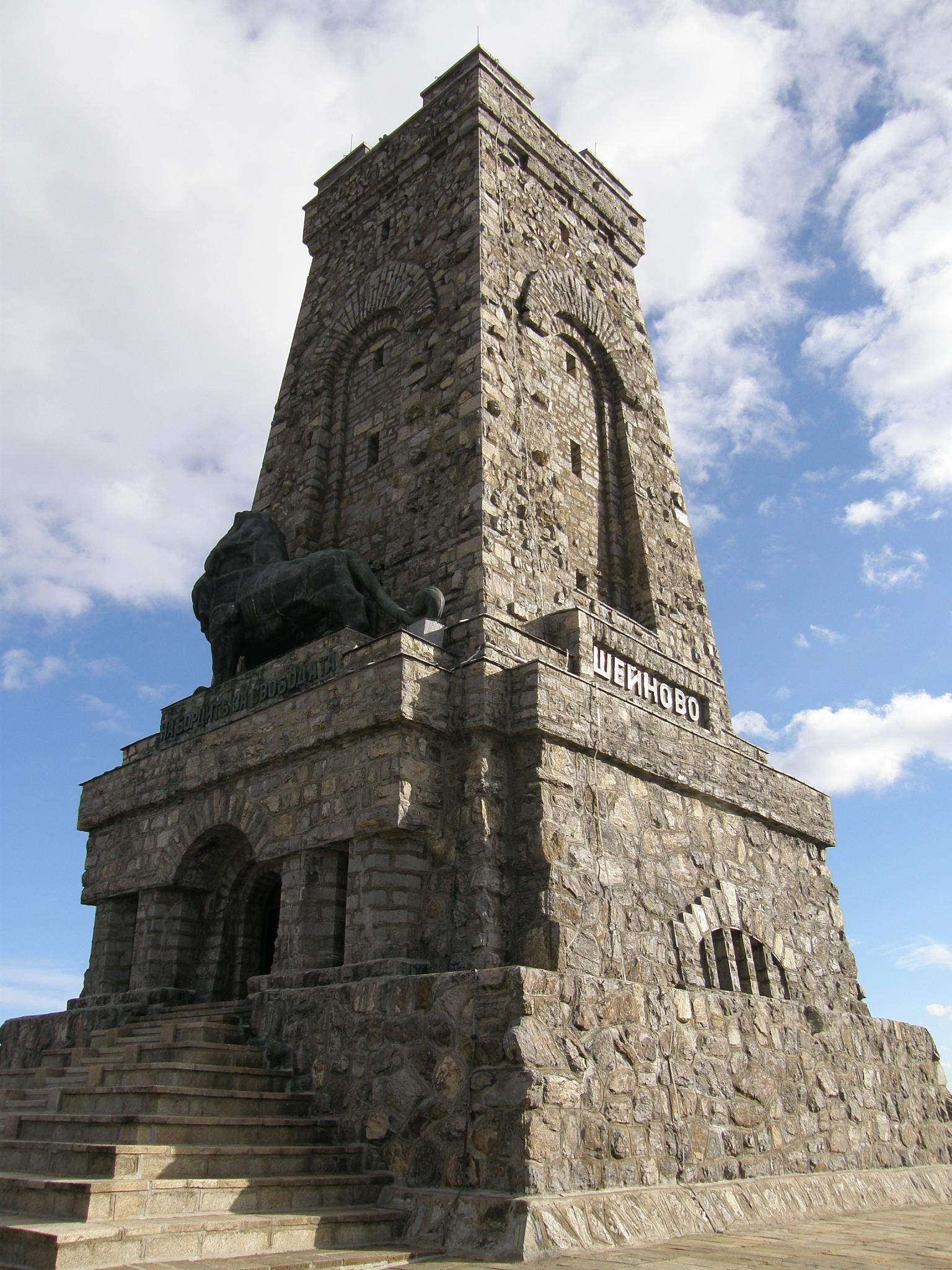
Пам'ятник на горі Шипка

Народився 15 червня 1887 у Варні. Його батько був столяром і різьбярем, який виготовляв меблі в палаці Евксинограда.
Навчався в Празькій школі прикладного мистецтва і в Академії мистецтв у Відні (1920–1923). У травні 1917 став першим болгарським автором, який відкрив незалежну виставку скульптур в Болгарії.
У 1919 очолив декоративний курс скульптури у своєму рідному місті. 5 вересня 1920 відбулася його друга персональна виставка у Варні. У 1923 разом із художником Радіновим представили у Варні спільну виставку. У тому ж році був обраний керівником Товариства художників. Серед його найвідоміших робіт у Варні скульптури, що прикрашають університет економіки, скульптури на будівлі Софійського банку на вулиці Преслав, Пам'ятник прикордонникам в Морському саду та багато інших.
З 1928 живе у Софії.
Помер 26 березня 1938 в Софії.